# Nuage de condensation (aéronautique)

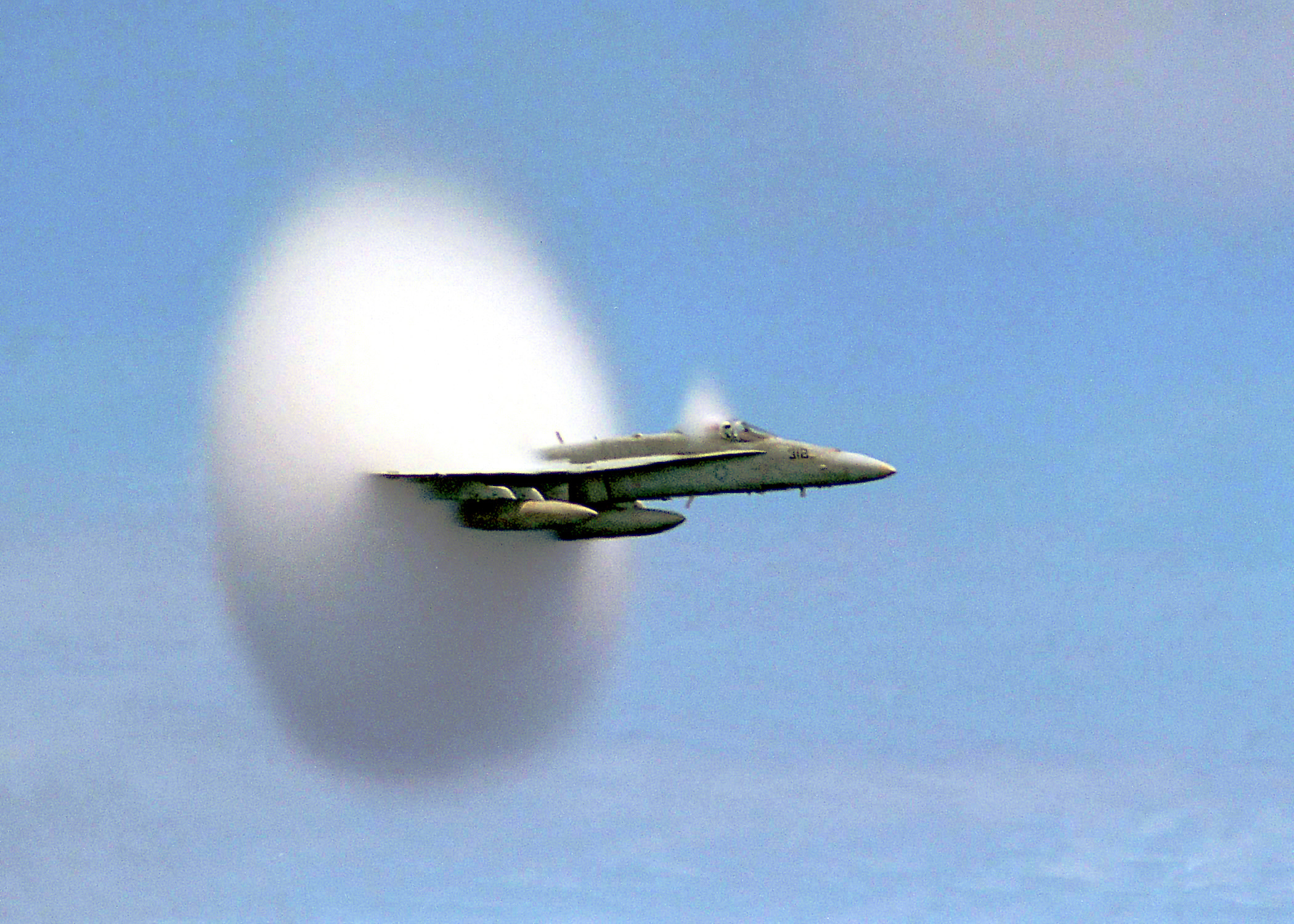
Un McDonnell Douglas F/A-18 Hornet volant à vitesse transsonique. On aperçoit une région de condensation de faible extension derrière le cockpit.

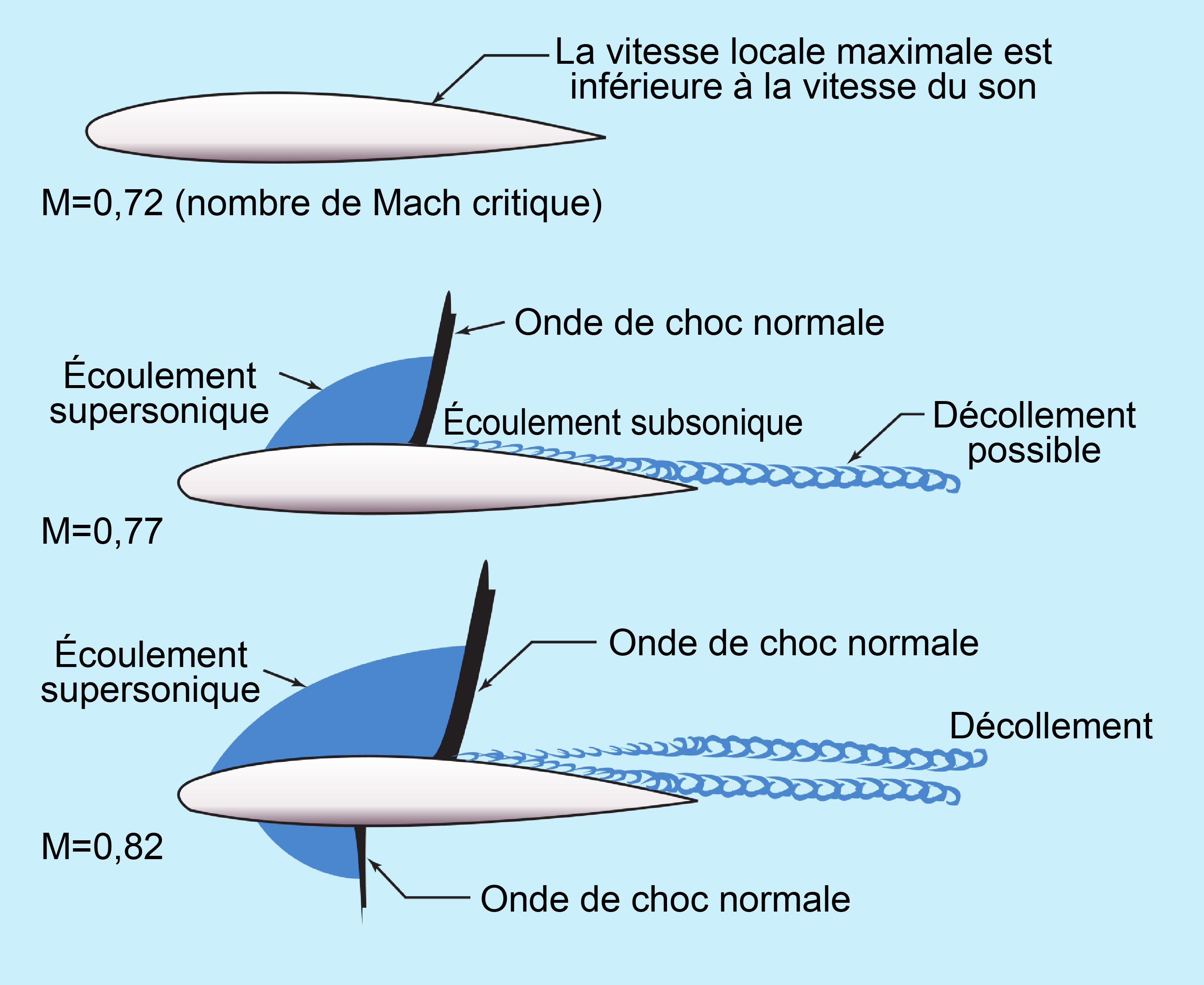
Schéma du phénomène.

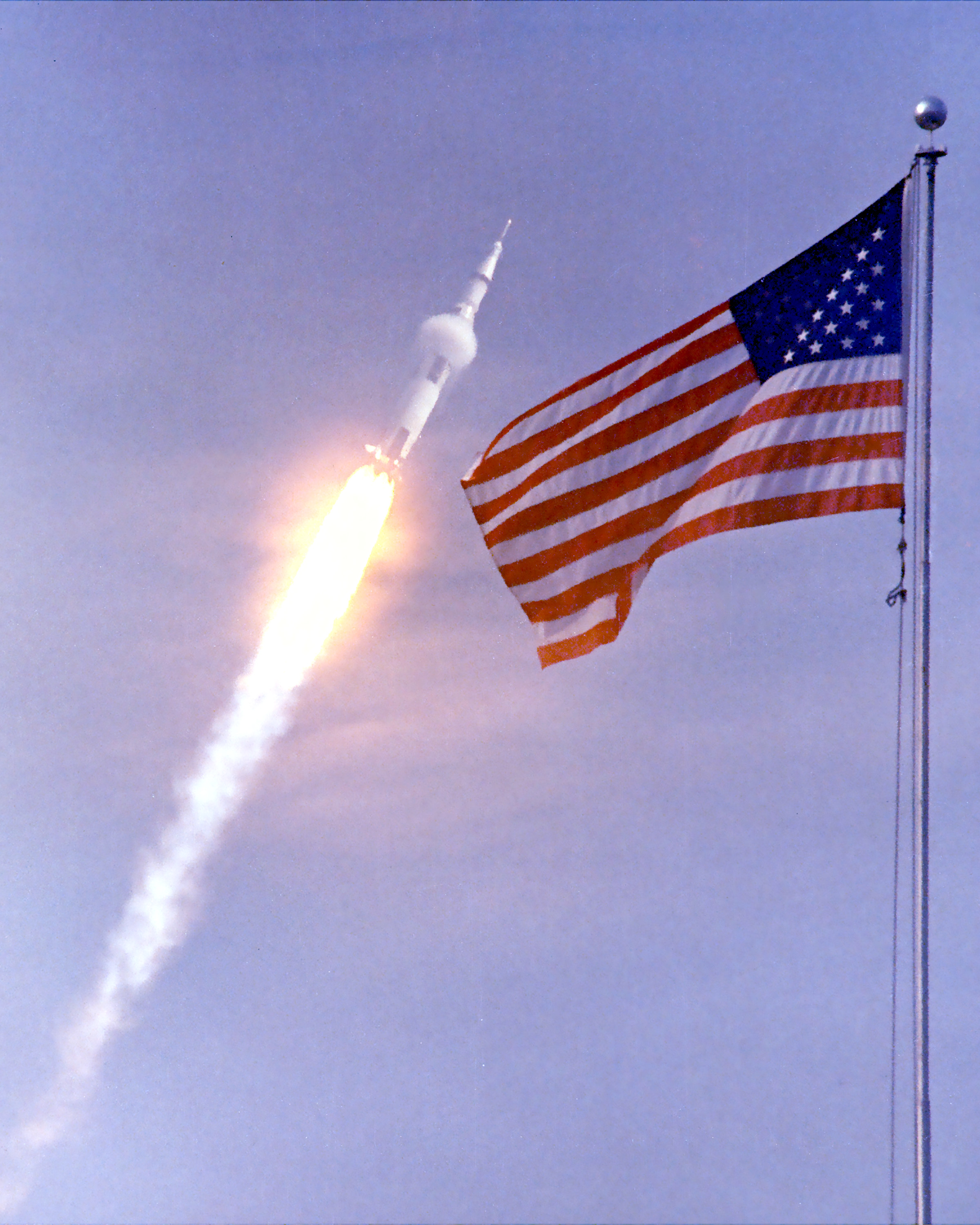
Nuage de condensation, Apollo 11.

Dans certaines conditions d'humidité de l'atmosphère il peut apparaître un nuage de condensation lorsqu'un aéronef approche de la vitesse du son. Celui-ci est lié à la baisse de température et de pression qui apparaît dans les régions de forte détente de l'écoulement, qui s'accompagne de la condensation de la vapeur d'eau.

## Mécanisme du phénomène
En régime subsonique l'écoulement sur un avion commence par une région de compression à l'avant suivie d'une ou plusieurs régions de détente de l'air (fuselage, poste de pilotage, ailes). Ces mécanismes se font de manière isentropique. Lorsque la vitesse de l'avion devient transsonique les régions de détente peuvent devenir supersoniques. La pression et la température sont alors inférieures aux valeurs de l'air à l'altitude considérée et atteindre le point de rosée. Ce phénomène est propice à la condensation de la vapeur d'eau contenue en plus ou moins grandes quantités dans l'atmosphère locale. On peut voir apparaître une région riche en gouttelettes visibles par diffusion de la lumière solaire.
À l'arrière de ces régions la recompression isentropique ou par choc attaché au corps fait disparaître ce phénomène qui dès lors apparaît comme un disque.
En régime supersonique l'onde de choc à l'avant de l'avion provoque une augmentation de la pression et de la température interdisant l'apparition du phénomène.
Un nuage de condensation est parfois observés lors des lancements de fusées, après quelques dizaines de secondes, lorsque l'aéronef dépasse la zone de pression dynamique maximale.